# Liesgrasmineermot
De liesgrasmineermot (Elachista poae) is een vlinder uit de familie grasmineermotten (Elachistidae). De wetenschappelijke naam is voor het eerst geldig gepubliceerd in 1855 door Stainton.
De soort komt voor in Europa.